# Вересень 2001
Вересень 2001 — дев'ятий місяць 2001 року, що розпочався у суботу 1 вересня та закінчився у неділю 30 вересня.

## Події
- 10 вересня — у Норвегії проходять президентські вибори 2001.
- 11 вересня — у Нью-Йорку та в Пенсільванії проходить терористичний акт.